# Allò que perdura
"Allò que perdura" (títol original en anglès "That Which Survives") és el dissetè episodi de la tercera temporada de la sèrie de televisió de ciència-ficció estatunidenca Star Trek. Escrit per John Meredyth Lucas (basat en una història de D.C. Fontana amb el pseudònim de Michael Richards) i dirigit per Herb Wallerstein, es va emetre per primera vegada el 24 de gener de 1969.
A l'episodi, la tripulació de l’Enterprise visita un planeta abandonat custodiat per una dona misteriosa.

## Argument
L’Enterprise descobreix un planeta la jove edat del qual és inconsistent amb la seva atmosfera i biologia. Hi aterren el capità Kirk, el Dr. Leonard McCoy, el tinent Sulu i el geòleg D'Amato, i apareix una dona a l'habitació del transportador, toca el tècnic del transportador i el mata a l'instant. A mesura que es materialitza el grup d'aterratge, la superfície del planeta es veu sacsejada per un violent tremolor. Es perd la comunicació amb l' Enterprise, deixant-los encallats.
Al mateix temps, l' Enterprise es troba a 990,7 anys llum del planeta. El primer oficial Spock ordena que l' Enterprise torni al planeta. El Dr. M'Benga determina que la causa de la mort de l'oficial del transportador és una interrupció cel·lular.
El grup d'aterratge es divideix i explora el seu entorn. Mentre D'Amato examina una zona rocosa, es troba cara a cara amb la dona que va aparèixer a la sala del transportador. Després d'enumerar el seu nom i el seu historial professional, ella diu: "Estic per tu", i toca D'Amato, matant-lo. Un intent fallit de tallar una tomba per a D'Amato demostra que el planeta és artificial.
L'enginyer en cap Scott, sentint alguna cosa malament, ordena a l'enginyer Watkins que revisi l'equip en una zona aïllada. La misteriosa dona apareix, mata Watkins i torna a desaparèixer.
La dona se li apareix a Sulu i intenta tocar-lo, però només li raspalla l'espatlla amb la punta dels dits. Els crits de dolor de Sulu porten a Kirk i McCoy, que el troben ferit però viu. La dona toca l'espatlla de Kirk sense efecte. Aleshores ella desapareix. Arriben a la conclusió que només pot matar la persona que anomena específicament.
La nau comença a accelerar sense control i Scott descobreix que el bypass de sobrecàrrega d'emergència ha estat sabotejat. Scott calcula que el vaixell explotarà en 15 minuts si no es torna a controlar. Spock suggereix tallar manualment el flux de combustible de matèria-antimatèria als motors de curvatura. Scott comença el procediment quan l' "Enterprise" passa de curvatura 13.2. Scott atura el flux de matèria-antimatèria en l'últim segon, just quan la nau arriba a la curvatura 14.1 i la nau continua el seu curs cap al planeta.
Al planeta, la dona apareix de nou, anunciant que està "per a Kirk", però Sulu i McCoy li bloquegen el camí. Interrogada per Kirk, la dona diu que és Losira, el comandant de l'estació. Està sola, i el seu únic propòsit és defensar el planeta dels intrusos. Les preguntes de Kirk la inquieten i ella desapareix. Les fortes emanacions de poder condueixen el grup d'aterratge a una entrada oculta en una roca. Passant a la cambra oculta, el grup d'aterratge troba un ordinador brillant. Entren tres còpies de Losira, una per a Kirk, Sulu i McCoy. A mesura que s'acosten, Spock i un oficial de seguretat es materialitzen i, a les ordres de Kirk, destrueixen l'ordinador. Les tres Losires desapareixen.
A continuació, apareix una imatge projectada de Losira en una paret, informant als seus companys kalandans que una malaltia ha matat el personal de l'estació i que l'ordinador ha estat defensant l'estació d'intrusos. McCoy conjectura que la malaltia va acabar amb tota l'espècie Kalandan, i Spock suggereix que l'ordinador va utilitzar imatges de Losira per fer la feina de defensa. Kirk conclou que el grup de desembarcament va sobreviure perquè les reproduccions eren tan perfectes que van experimentar lamentacions per haver matat.

## Doblatge al català
L’episodi va ser doblat al català pels estudis Tecni-3 (primera part) i Diálogo (segona part) i emés a TV3 l’any 1989.
| Personatge                | Actor/actriu     | Veu en català                      |
| ------------------------- | ---------------- | ---------------------------------- |
| James T. Kirk             | William Shatner  | Jordi Boixaderas                   |
| Spock                     | Leonard Nimoy    | Isidre Sola i Llop                 |
| Leonard McCoy             | DeForest Kelley  | Eduard Lluís Muntada               |
| Montgomery Scott 'Scotty' | James Doohan     | Joan Carles Gustems Domènec Farell |
| Nyota Uhura               | Nichelle Nichols | Glòria Roig Azucena Díaz           |
| Hikaru Sulu               | George Takei     | Jaume Nadal Enric Cusí             |
| Losira                    | Lee Meriwether   | Pilar Rubiella                     |
| Dr. M’Benga               | Booker Bradshaw  | Toni Sevilla                       |
| Tinent d’Amato            | Arthur Batanides | ?                                  |

## Producció
L’esquema de la història original va ser escrit per D.C. Fontana sota el pseudònim de Michael Richards. En aquest esquema anomenat "Survival", Losira és més brutal, animant la tripulació a enfrontar-se i lluitar.
Aquesta és la segona aparició de Naomi Newman a Star Trek, aquesta vegada com a tinent Rahda, ocupant el lloc de Sulu al capdavant. Anteriorment va interpretar un dels nadius a La síndrome del paradís.
Booker Bradshaw com el Dr. M'Benga va aparèixer anteriorment a l'episodi de la temporada 2 "Una petita guerra privada".

## Recepció
En un rànquing del lloc Hollywood.com, Christian Blauvelt situa aquest episodi en la posició 55a dels 79 episodis de la sèrie original. En una ressenya del 2010, Zack Handlen de The A.V. Club va donar l'episodi una B. Va trobar que l'encallament del grup d'aterratge era un problema refrescant per a la sèrie, i va elogiar la representació dels dos punts forts i febles de Spock com a comandant, però va preguntar per què el sistema de defensa del planeta era tan innecessàriament agressiu, i va anomenar el final un abocament d'informació insatisfactori.

## Estrena
Aquest episodi es va publicar al Japó el 21 de desembre de 1993 com a part del conjunt complet de LaserDisc de la temporada 3, Star Trek: Original Series log.3. També es va incloure un tràiler d'aquest i dels altres episodis, i l'episodi tenia pistes d'àudio en anglès i japonès. El títol de la portada era スター・トレック TVサードシーズン.
Aquest episodi es va incloure a la caixa de DVD remasteritzada de la temporada 3 de TOS, amb la versió remasteritzada d'aquest episodi..